# Parti libéral réformateur (Maroc)
Le Parti libéral réformateur (en Arabe:الحزب الليبرالي الإصلاحي), ou PLR, est un ancien parti politique marocain de mouvance libérale créé en 2002 par Mohammed Alouah. Le parti a été dissous en 2003.
En 2002, le PLR avait formulé une demande d'amnistie pour tous les accusés de délit économique au Maroc. Plus tard la même année, le parti a annoncé son boycott des élections législatives.